# Ossetische Heerstraße

Topographische Karte Georgien mit der Ossetischen Heerstraße von Kutaissi Richtung Nordosten

Ossetische Heerstraße ist der historische Name einer Autostraße über den Großen Kaukasus. Sie verbindet Alagir in Russland mit Kutaissi in Georgien und ist 270 Kilometer lang.
Die Heerstraße folgt dem Ardon-Tal in Nordossetien-Alanien in südwestlicher Richtung, überschreitet den Kaukasus-Hauptkamm am Mamisson-Pass auf 2820 m über dem Meeresspiegel, führt hinab in das Tal des Rioni-Flusses nach Oni und folgt dem Fluss über Ambrolauri nach Kutaissi, der Hauptstadt der Region Imeretien.
Die Straße wurde 1889 von der russischen Armee als zweite große Heerstraße durch den Kaukasus gebaut. Zunächst war sie ein ungepflasterter Weg, der seitlich von Steinen gestützt wurde. Später wurde sie mehrfach ausgebaut, mit Flussbrücken und einem Asphaltbelag versehen. Neben der östlicher verlaufenden Georgischen Heerstraße war sie bis in die 1980er-Jahre die wichtigste Nord-Süd-Verbindung über das Gebirge. Die Straße wird heute kaum mehr genutzt. Ihre Aufgaben hat die östlich gelegene Transkaukasische Fernstraße mit dem Roki-Tunnel übernommen, allerdings insbesondere seit dem Kaukasuskrieg 2008 nur noch zwischen Russland und Südossetien.

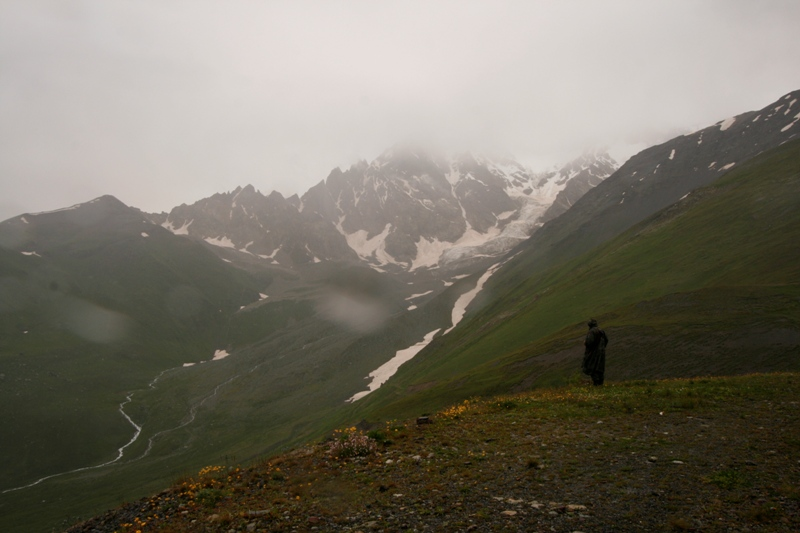
Auf dem Mamisson-Pass, Blickrichtung Georgien